# أشجار معدلة وراثيا

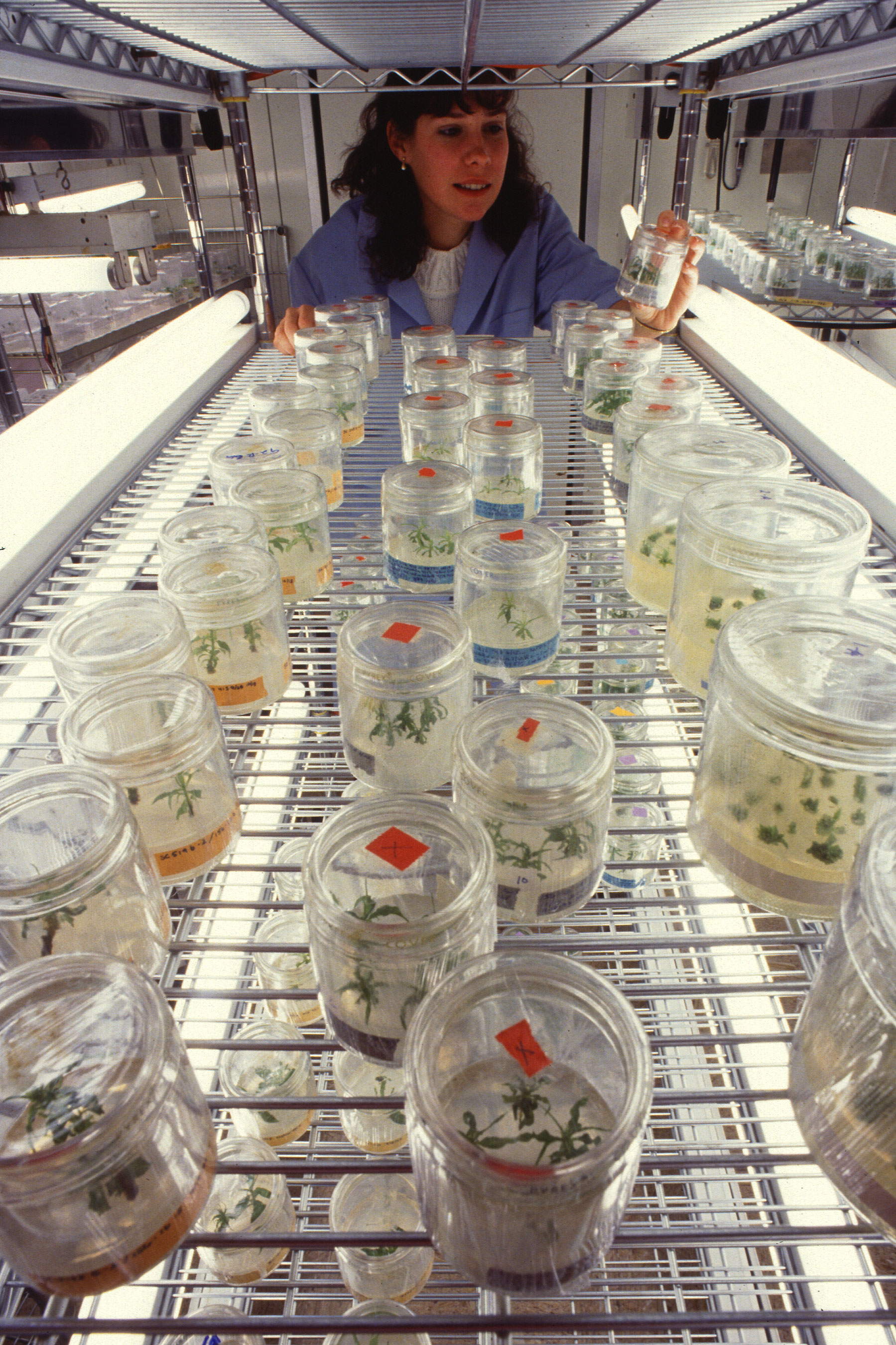
فنّية تفحص التعديلات الوراثية على الخوخ والتفاح.كل طبق يحوي خلية مستزرعة من أشجار مثمرة لإختبار والدراسة العلمية لإنتاج جينات جديدة.مصدر:وزارة الزراعة الأمريكية

الأشجار المعدلة وراثيا هي شجرة عُدل في حمضها الوراثي باستخدام تقنيات الهندسة الوراثية.تهدف في معظم الحالات إلى إدخال خلة جديدة إلى النبتة لاتوجد بشكل طبيعي في نوعها، مثال إدخال المقاومة لمرض أو وباء معين في النبات، أو لأجل أن تتكيف مع حالة البيئة أو مع المبيدات الحشرية ، تبديل مستويات ليغنين من أجل تقليل كلفة استخراج الورق.
لم يوافق على التعديل الوراثي في أشجار الحراج لأجل الاستخدام التجاري بعد، مع استثناء حالة مقاومة الحشرات في نبات الحور في الصين. أجريت عدد من الاختبارات في التعديل الوراثي لأشجار الحراج لتخصيص هذا المجال، ومعظم هذه الأبحاث تمول من قبل شركات صناعة عجينة الورق، وذلك لزيادة الإنتاج المألوف من الأشجار. بعض التعديلات الوراثية في أنواع أشجار مثمرة معينة قد تم تخصيصها للاستخدام التجاري في الولايات المتحدة الأمريكية ومن ضمنها النخيل والببايا. التطوير والاختبار والاستخدام للأشجار المعدلة وراثيا ما زال في الخطوات الأولى مقارنة مع النباتات معدلة وراثيا.